# Pandansari (Poncokusumo)
Pandansari is een bestuurslaag in het regentschap Malang van de provincie Oost-Java, Indonesië. Pandansari telt 6385 inwoners (volkstelling 2010).